# Zopf und Schwert
Zopf und Schwert ist eine deutsche Stummfilm-Liebeskomödie aus dem Jahre 1926 von Richard Oswald mit Wilhelm Dieterle und Mady Christians in den Hauptrollen. Diese nach dem gleichnamigen Schauspiel von Karl Gutzkow gestaltete Produktion ist einer der vor allem in diesem Jahr verstärkt hergestellten bzw. veröffentlichten sogenannten „Preußenfilme“, darunter Die Mühle von Sanssouci, Des Königs Befehl, Prinz Louis Ferdinand und Die elf Schillschen Offiziere.

## Handlung
Die Geschichte führt diesmal zurück in die Jugendzeit Friedrich II., jenseits allen Schlachtengetümmels und Kriegshandwerks. Preußens König Friedrich Wilhelm I., der Vater des späteren Friedrich des Großen, will aus Gründen der Staatsraison zu Beginn der 1730er Jahre unbedingt seine Tochter Wilhelmine an den österreichischen Hof verheiraten, um, langfristig betrachtet, eine preußisch-österreichische Allianz zu schmieden. Dementsprechende Vorbereitungen mit dem kaiserlichen Gesandten aus Wien, Graf Seckendorf, sind bereits abgeschlossen. Doch die lebenssprühende junge Kronprinzessin hat so überhaupt keine Lust, dynastischen Erwägungen zuliebe geopfert zu werden. Ihr Herz schlägt vielmehr für den feschen Erbprinz von Bayreuth, ebenfalls mit Namen Friedrich. Es bedarf nun so mancher, in diesem Film recht munter dargestellter Intrigen am Königshof zu Sanssouci, um den Soldatenkönig davon zu überzeugen, dass seine kunstsinnige Tochter in Bayreuth sehr viel besser aufgehoben ist als an den etikettenstrengen Höfen von Wien oder London.

## Produktionsnotizen
Zopf und Schwert entstand im April/Mai 1926, passierte die Filmzensur am 13. August desselben Jahres und wurde am 26. August 1926 in Berlins Primus-Palast uraufgeführt. Der auch für die Jugend freigegebene Film besaß eine Länge von 2650 Meter, verteilt auf sieben Akte. Das Prädikat „volksbildend“ wurde erteilt.
Produzent Rudolf Dworsky übernahm auch die künstlerische Oberleitung. Max Reinhardts Chefbühnenbildner Ernst Stern gestaltete hier die umfangreichen Filmbauten und Kostüme.

## Kritiken
Das Salzburger Volksblatt schrieb: „… ein Lustspiel voll gediegenen Humors und — sozusagen als Orgelpunkt — ein bißchen Ernst. (…) Steinrück zieht alle Register seines eminenten Könnens, den bramarbasierenden königlichen Rabenvater lebendig zu gestalten. Dieterle als Erbprinz von Bayreuth und glücklicher Sieger im Kampfe um die schöne Wilhelmine sichert sich vom ersten bis zum letzten Bilde vollste Sympathien. (…) Zopf und Schwert, Staatskunst und Gewalt regieren, aber sie werden schließlich doch von der erfinderischen Liebe der Jugend tüchtig hineingelegt.“

„„Zopf und Schwert“ war auf der Bühne schon eine reichlich verstaubte Angelegenheit, doch Viktor Janson hat sie für den Film wieder blank geputzt (1926). Der Trumpf in diesem Lichtspiel war Mady Christians als Prinzessin Wilhelmine, Schwester Friedrich des Großen.“